# Daniela Engist

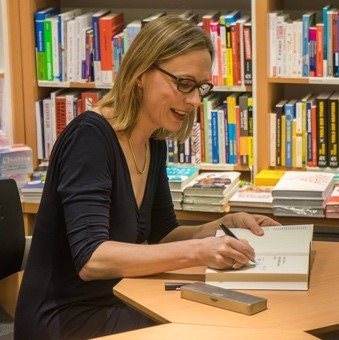
Daniela Engist im Kulturhaus Bider & Tanner in Basel 2018. (Quelle: Jens Stocker)

Daniela Engist (* 15. November 1971 in Mutlangen bei Schwäbisch Gmünd) ist eine deutsche Schriftstellerin. Sie lebt mit ihrer Familie in Freiburg im Breisgau.

## Ausbildung und berufliche Laufbahn
Engist besuchte von 1978 bis 1982 die Grundschule in Ruppertshofen und anschließend das Parler-Gymnasium in Schwäbisch Gmünd, wo sie 1991 die Abiturprüfung ablegte. Ab 1991 schloss sich ein Magisterstudium in Germanistik, Anglistik und Musikwissenschaft an der Albert-Ludwigs-Universität Freiburg an, das sie 1997 in Deutscher Philologie (Fachrichtung Sprachwissenschaft) und Englischer Philologie mit Auszeichnung abschloss. Danach war sie Stipendiatin der Landesgraduiertenförderung Baden-Württemberg und wurde im Jahr 2000 an der Universität Freiburg im Bereich Linguistik mit summa cum laude promoviert.
Zwischen 1993 und 2000 war sie als freie Journalistin in den Bereichen Print und TV tätig. Von 2001 bis 2013 arbeitete sie als Kommunikations- und PR-Managerin bei den Pharma- und Chemieunternehmen Roche und Syngenta in Basel, Schweiz. Zwischen 2016 und 2018 nahm sie am Zentrum für Schlüsselqualifikationen der Universität Freiburg einen Lehrauftrag zum Thema Einführung in die Unternehmenskommunikation wahr. Seit 2014 arbeitet sie als freie Schriftstellerin.

## Künstlerisches Wirken
Daniela Engist begann erst mit 42 Jahren literarisch zu schreiben.
- In ihrem Debüt Kleins Große Sache verarbeitete sie ihre Erfahrung als Managerin in Großkonzernen. Der Literaturkritiker Eberhard Falcke urteilte über den Roman: Es gibt nicht viele Schreibtätige, die sich solcher Themen aus der Wirtschaftswelt kompetent annehmen können. Daniela Engist kann es. Sie muss sich mit ihrem ersten Roman neben den einschlägigen Büchern von Ernst-Wilhelm Händler oder Rainald Goetz nicht verstecken.[1] Die Kritikerin Christine Richard lobte: Im Stil von Martin Suter. Mehr davon![2]
- Vier Jahre später folgte Lichte Horizonte. Der Roman handelt von einem unmoralischen Angebot und dem grundmenschlichen Dilemma, dass man nicht gleichzeitig unterwegs und zuhause sein kann. Es geht ums Erinnern, Phantasieren und das Schreiben selbst.

## Publikationen
- Altersbedingter Mundartgebrauch. Wandel und Kontinuität im Dialekt. Beiheft zur Zeitschrift für Dialektologie und Linguistik, Beiheft Bd. 116, Steiner Verlag, Stuttgart 2001.
- Kleins Große Sache. Roman. Klöpfer & Meyer, Tübingen 2017.
- Lichte Horizonte. Roman. Edition Klöpfer bei Kröner, Stuttgart 2021.
- Mein Basel. Die bewegte Stadt. 8 Grad Verlag, Freiburg 2024. ISBN 978-3-910228-37-5